# Blonde (álbum de Frank Ocean)
Blonde (título alternativo blond) es el segundo álbum de estudio del cantante americano Frank Ocean. Fue lanzado exclusivamente para el servicio de música Apple Music el 20 de agosto de 2016.

## Lanzamiento y promoción
El 2 de julio de 2016, Ocean insinuó la posibilidad de un tercer álbum con una imagen en su sitio web que apuntaba a una fecha de lanzamiento en julio. La imagen mostraba una tarjeta de biblioteca etiquetada como "Boys Don't Cry" con numerosos sellos, implicando varias fechas de vencimiento. Las fechas comenzaban el 2 de julio de 2015 y concluían en julio de 2016, y el 13 de noviembre de 2016. El hermano de Ocean, Ryan Breaux, sugirió aún más este lanzamiento con una leyenda en Instagram de la misma foto de la tarjeta de biblioteca que decía "BOYS DON'T CRY #JULY2016". 
El 1 de agosto de 2016, se lanzó un video en vivo presentado por Apple Music que mostraba un salón vacío en el sitio web boysdontcry.co.
El 1 de agosto de 2016, apareció un video que mostraba a Ocean trabajando la madera y tocando instrumentales esporádicamente en bucle. Ese mismo día, muchos medios de comunicación informaron que el 5 de agosto de 2016 podría ser la fecha de lanzamiento para "Boys Don't Cry". El video resultó ser una promoción para Endless, un álbum visual de 45 minutos que comenzó a transmitirse en Apple Music el 19 de agosto de 2016.
El día después del lanzamiento de Endless, Ocean publicó una nueva imagen en su sitio web anunciando cuatro tiendas emergentes en Los Ángeles, Nueva York, Chicago y Londres. Estas tiendas contenían cientos de revistas, con tres portadas diferentes y el álbum en un CD incluido con cada portada. Más tarde ese día, el álbum se lanzó exclusivamente en la tienda iTunes Store y en Apple Music.

## Recepción crítica
Blonde fue recibido con aclamación crítica generalizada. En Metacritic, que asigna una calificación normalizada de 100 a las reseñas de críticos profesionales, el álbum recibió una puntuación promedio de 87, basada en 38 reseñas.
En una reseña para Rolling Stone, el periodista Jason Lamphier destacó el carácter innovador y sutilmente político de Blonde, señalando que el álbum redefine las normas del pop queer a través de una estética introspectiva y ambigua. Aunque Ocean evita declaraciones explícitas sobre su orientación sexual en las canciones, la crítica consideró que su arte transmite una visión profundamente personal de la experiencia queer. Lamphier afirmó que Blonde "es queer en el sentido más verdadero de la palabra: inconformista, elusivo, sin límites. Celebra lo intangible, lo extraño. No sigue las reglas". También valoró el enfoque artístico de Ocean, alejado del activismo tradicional, prefiriendo en su lugar explorar temas de identidad, deseo y melancolía mediante una narrativa fragmentada y emocionalmente compleja.

## Listado de canciones
| Lista de canciones de Blonde |                  |                                                          |          |  |
| N.º                          | Título           | Productor(es)                                            | Duración |  |
| 1.                           | «Nikes»          | Frank Ocean, Malay Ho, Om'Mas Keith                      | 5:14     |  |
| 2.                           | «Ivy»            | Frank Ocean, Malay Ho, Rostam Batmanglij                 | 4:09     |  |
| 3.                           | «Pink + White»   | Frank Ocean, Pharrell Williams                           | 3:04     |  |
| 4.                           | «Be Yourself»    | Ross                                                     | 1:26     |  |
| 5.                           | «Solo»           | Frank Ocean, James Blake                                 | 4:17     |  |
| 6.                           | «Skyline To»     | Frank Ocean, Malay Ho, Om'Mas Keith                      | 3:04     |  |
| 7.                           | «Self Control»   | Frank Ocean, Malay Ho, Jon Brion                         | 4:09     |  |
| 8.                           | «Good Guy»       | Frank Ocean                                              | 1:06     |  |
| 9.                           | «Nights»         | Frank Ocean, Joe Thornalley, Michael Uzowuru, Buddy Ross | 5:07     |  |
| 10.                          | «Solo (Reprise)» | Frank Ocean, James Blake, Jon Brion                      | 1:18     |  |
| 11.                          | «Pretty Sweet»   | Frank Ocean, Malay Ho, Om'Mas Keith                      | 2:38     |  |
| 12.                          | «Facebook Story» | Frank Ocean                                              | 1:08     |  |
| 13.                          | «Close to You»   | Frank Ocean, Buddy Ross, Francis Starlite                | 1:25     |  |
| 14.                          | «White Ferrari»  | Frank Ocean, Jon Brion, Om'Mas Keith                     | 4:08     |  |
| 15.                          | «Seigfried»      | Frank Ocean, Malay Ho                                    | 5:34     |  |
| 16.                          | «Godspeed»       | Frank Ocean, Om'Mas Keith, Malay Ho, James Blake         | 2:57     |  |
| 17.                          | «Futura Free»    | Frank Ocean, Om'Mas Keith, Malay Ho                      | 9:24     |  |

## Reconocimientos
En mayo de 2024, Apple Music incluyó Blonde en su lista “100 Best Albums of All Time”, colocándolo en el puesto n.º 5, entre álbumes icónicos como The Miseducation of Lauryn Hill (#1), Thriller (#2), Abbey Road (#3) y Purple Rain (#4).
La madre de Frank también celebró públicamente este logro, compartiendo su orgullo en redes sociales tras conocer el posicionamiento de Blonde entre los mejores álbumes de la historia.